# Sturgeon (U-Boot, 1967)
Die USS Sturgeon (SSN-637) war ein im März 1967 in Dienst gestelltes Atom-U-Boot der United States Navy und Typschiff der Sturgeon-Klasse. Sie blieb bis August 1994 im aktiven Einsatz und wurde anschließend bis 1995 im Rahmen des Ship-Submarine Recycling Program abgewrackt.

## Geschichte
Die Sturgeon wurde im November 1961 in Auftrag gegeben und am 10. August 1963 in der Werft von Electric Boat in Groton auf Kiel gelegt. Der Stapellauf erfolgte am 26. Februar 1966, die Indienststellung am 3. März 1967 unter Commander Curtis B. Shellman junior. Das Boot war das erste von insgesamt 37 bis 1975 gebauten Einheiten der Sturgeon-Klasse. Benannt ist es nach der Familie der Störe.
Nach mehrmonatigen Testfahrten kehrte die Sturgeon am 3. März 1968 für Verbesserungsarbeiten in die Werft in Groton zurück, wo sie bis Juni 1968 verblieb. Anschließend beteiligte sich das Boot an der Suche der im Mai 1968 verschollenen Scorpion in den Gewässern der Azoren. Es folgten bis 1969 andauernde Tests für neue Sonarsysteme, gefolgt von weiteren Übungseinsätzen. Während eines Werftaufenthalts im Dezember 1970 wurde die Besatzung der Sturgeon mit der Navy Unit Commendation für besondere Verdienste ausgezeichnet.
Seit September 1971 gehörte das Boot der Submarine Squadron 10 mit New London als Heimathafen an. Nach weiteren Übungseinsätzen, unter anderem zur U-Boot-Abwehr, testete die Sturgeon von Juli bis Dezember 1972 neue Sonarsysteme. Von Januar bis April 1973 unternahm das Boot mehrere küstennahe Übungseinsätze in der Narragansett Bay. Anschließend folgte eine Fahrt in die Karibik. Am 21. Mai 1973 lief die Sturgeon vor Saint Croix auf Grund und erlitt hierbei Beschädigungen am Bug, weshalb sie zu ihrer Bauwerft in Groton zurückkehren musste.
Ihre restliche Dienstzeit verbrachte die Sturgeon ohne größere Vorkommnisse mit Übungseinsätzen, die sie unter anderem im November 1974 gemeinsam mit der United States Sixth Fleet ins Mittelmeer führten. Am 21. September 1989 befand sich das Boot für einen Werftaufenthalt in Charleston, als die Stadt von Hurrikan Hugo getroffen wurde. Es blieb hierbei unbeschädigt, konnte die Werft aber erst später als geplant verlassen.

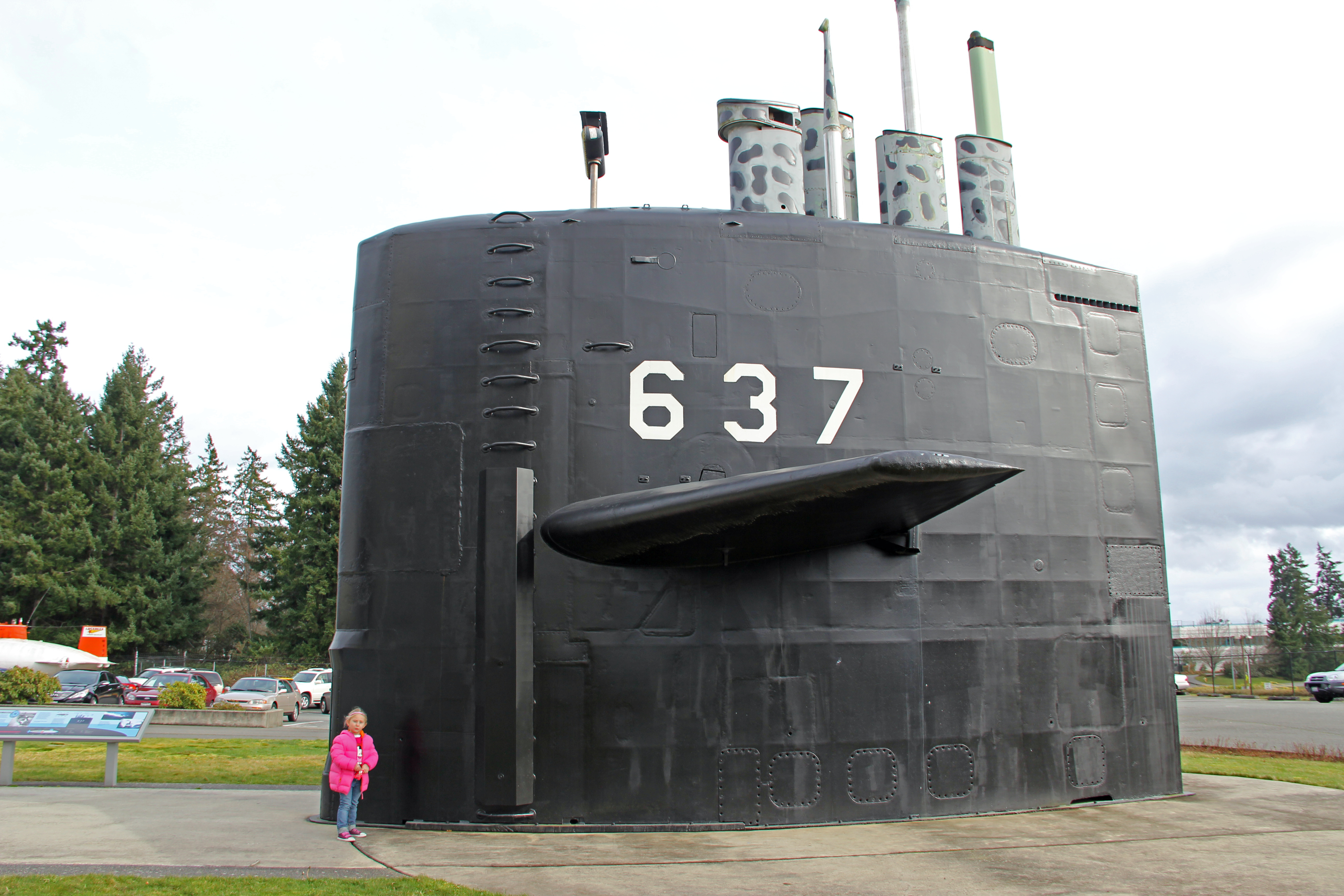
Der Turm der Sturgeon vor dem United States Naval Undersea Museum

Am 1. August 1994 wurde die Sturgeon nach 27 Dienstjahren ausgemustert und am selben Tag aus dem Naval Vessel Register gestrichen. Sie ging anschließend zum umweltgerechten Abbruch ins Ship-Submarine Recycling Program in die Puget Sound Naval Shipyard bei Bremerton. Die Arbeiten waren nach über einem Jahr am 11. Dezember 1995 abgeschlossen. Der Turm des Bootes wurde erhalten und kann auf dem Parkplatz des United States Naval Undersea Museum in Keyport besichtigt werden. Teile der Kommandozentrale sind im Submarine Force Library and Museum nahe der Bauwerft in Groton ausgestellt.